# Hemp Body Car

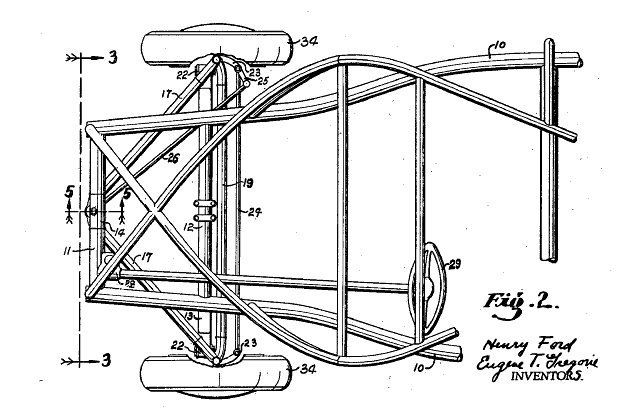
Struttura in soia dell'auto.

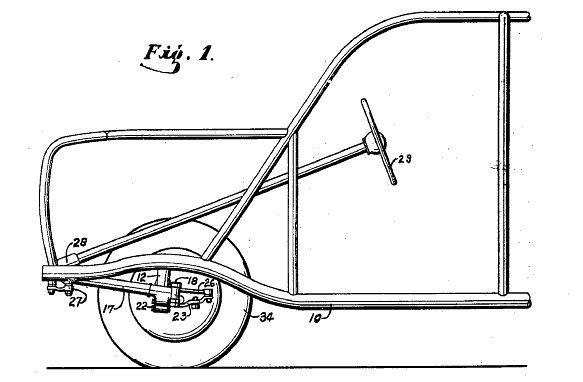
Montatura in plastica dell'auto, brevetto 2.269.452 (13 febbraio 1932)

La Hemp Body Car (in inglese «auto di canapa») o Soybean Car («di soia») fu un prototipo di automobile progettato da Henry Ford e ultimato nel 1937. La sua peculiarità era di essere interamente realizzata con un materiale plastico ottenuto dai semi di soia e di canapa, e alimentata da etanolo di canapa (il carburante veniva raffinato dai semi della pianta). È stata la prima vettura costruita interamente in plastica di canapa, più leggera ma anche più resistente delle normali carrozzerie in metallo. Lo stesso Henry Ford per dimostrare ai giornalisti e al pubblico l'elasticità e la resistenza del nuovo tipo di carrozzeria, si fece filmare mentre colpiva violentemente con una mazza il retro della vettura, senza che questa neppure si ammaccasse.

## Storia
(Henry Ford)
Unendo la passione per la natura a un'indubbia capacità di imprenditore, Ford voleva realizzare una vettura che «uscisse dalla terra»; affidandosi ai suoi migliori ingegneri, dopo dodici anni di ricerca riuscì a dare forma concreta alla sua idea, creando un'automobile ecosostenibile ed ingegnosa. Il prototipo ultimato fu esibito nel 1941 al Dearborn Days festival di Dearborn (Michigan), città natale di Ford. Fu anche presentato al Michigan State Fair Grounds, nello stesso anno. A causa della seconda guerra mondiale, la produzione di auto in America si ridusse drasticamente e l'esperimento di una macchina con struttura di soia e di canapa si interruppe. Alla fine della guerra l'idea di Ford cadde nell'oblio. Inoltre, Henry Ford morì sei anni dopo, e nel 1955 la coltivazione della canapa venne proibita negli Usa, cosicché la Ford Hemp Body Car non entrò mai in commercio. Secondo Lowell Overly il prototipo dell'auto fu distrutto da Eugene Turenne Gregorie.
Si ritiene che la proclamazione di leggi proibizionistiche nei confronti della cannabis negli Stati Uniti sia legata anche alla concorrenza tra la nascente industria petrolchimica e la possibilità di usare l'olio di questa pianta come combustibile non inquinante. Questo sarebbe dimostrato anche dalla riduzione dei prezzi del petrolio al 50% operata, secondo tali fonti, proprio per fare concorrenza al nuovo combustibile estratto dalla canapa.
Tuttavia alcuni sostengono che le ricerche sulla macchina di soia, in cui Ford investì milioni di dollari, non portarono ad alcun risultato. Un quotidiano riferisce pure che tutte le ricerche produssero panna montata come prodotto finale.
Inoltre c'è chi sostiene che quest'auto non fosse prodotta unicamente dalla soia, ma anche da plastica di fenolo, un derivato del catrame.
È possibile trovare su internet un video d'epoca che ritrae Henry Ford mentre armato di una mazza dimostra la grande elasticità del telaio di questo nuovo prototipo di automobile battendovi dei sonori colpi senza tuttavia scalfirne la superficie.

## Motivi della produzione dell'auto
L'Henry Ford Museum (il museo dedicato a Henry Ford) presenta tre ragioni principali per cui Ford costruì un'automobile in plastica di soia:
1. Cercare di integrare l'industria con l'agricoltura;
2. Ford sosteneva che la sua plastica rendesse le vetture più sicure delle normali auto in metallo;
3. La scarsa disponibilità di metalli dovuta al loro utilizzo militare durante la seconda guerra mondiale. Ford sperava che il suo nuovo materiale plastico potesse sostituire i metalli nella costruzione di automobili.[8]

## Caratteristiche
Il telaio di questa automobile, in acciaio tubolare, teneva insieme quattordici pannelli di plastica, che sono detti essere «spessi un quarto di pollice (6 mm)». Sull'esatta formulazione dei pannelli in plastica non si ha però, ad oggi, nessuna testimonianza certa. Si dice che furono prodotti con una formulazione che, tra molti altri componenti, comprendeva semi di soia, grano, canapa, lino e ramiè. I finestrini erano fatti con fogli acrilici. Tutto questo fece sì che il peso dell'auto fosse di 2000 libbre, contro le 3000 di una comune auto dell'epoca.